# Adaptation de Superman à l'écran
Pour les articles homonymes, voir Superman.

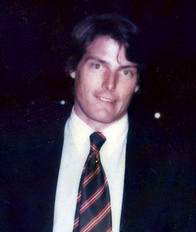
Christopher Reeve (1952–2004), interprète de Superman dans quatre films.

Le personnage de Superman a donné lieu dès les années 1940 à de nombreux films et séries télévisées adaptés des comics éponymes.

## Films et serials
| Titre français                                    | Titre original                                    | Réalisateur(s)             | Producteur(s)                                                                                             | Sortie États-Unis                 | Sortie France                     | Acteur incarnant Clark Kent et Superman | Actrice incarnant Lois Lane | Durée       |
| ------------------------------------------------- | ------------------------------------------------- | -------------------------- | --- | --------------------------------- | --------------------------------- | --------------------------------------- | --------------------------- | ----------- |
| Superman (serial) (15 chapitres, 244 minutes)     | Superman (serial) (15 chapitres, 244 minutes)     | Spencer Bennet Thomas Carr | Sam Katzman                                                                                               | 5 janvier 1948                    |                                   | Kirk Alyn                               | Noel Neill                  | 244 minutes |
| Atom Man vs. Superman (15 chapitres, 252 minutes) | Atom Man vs. Superman (15 chapitres, 252 minutes) | Spencer Bennet             | Sam Katzman                                                                                               | 20 juillet 1950                   |                                   | Kirk Alyn                               | Noel Neill                  | 252 minutes |
| Superman et les Nains de l'enfer                  | Superman and the Mole Men                         | Lee Sholem                 | Barney A. Sarecky                                                                                         | 23 novembre 1951                  | 25 janvier 1957                   | George Reeves                           | Phyllis Coates (en)         | 58 minutes  |
| Superman (1978)                                   | Superman, the Movie                               | Richard Donner             | Pierre Spengler, Alexander Salkind et Ilya Salkind                                                        | 15 décembre 1978                  | 26 janvier 1979                   | Christopher Reeve                       | Margot Kidder               | 143 minutes |
| Superman 2                                        | Superman II: The Adventure Continues              | Richard Lester             | Pierre Spengler, Alexander Salkind et Ilya Salkind                                                        | 9 décembre 1980                   | 19 juin 1981                      | Christopher Reeve                       | Margot Kidder               | 123 minutes |
| Superman 3                                        | Superman III: Superman vs. Superman               | Richard Lester             | Pierre Spengler, Alexander Salkind et Ilya Salkind                                                        | 17 juin 1983                      | 10 août 1983                      | Christopher Reeve                       | Margot Kidder               | 120 minutes |
| Superman 4                                        | Superman IV: The Quest for Peace                  | Sidney J. Furie            | Menahem Golan Yoram Globus (Cannon Group)                                                                 | 24 juillet 1987                   | 28 octobre 1987                   | Christopher Reeve                       | Margot Kidder               | 87 minutes  |
| Superman Returns                                  | Superman Returns                                  | Bryan Singer               | Jon Peters Bryan Singer                                                                                   | 28 juin 2006                      | 12 juillet 2006                   | Brandon Routh                           | Kate Bosworth               | 154 minutes |
| Man of Steel                                      | Man of Steel                                      | Zack Snyder                | Christopher Nolan, Charles Roven, Emma Thomas (Man of Steel) Geoff Johns (Justice League), Deborah Snyder | 14 juin 2013                      | 19 juin 2013                      | Henry Cavill                            | Amy Adams                   | 143 minutes |
| Batman v Superman : L'Aube de la justice          | Batman v Superman: Dawn of Justice                | Zack Snyder                | Christopher Nolan, Charles Roven, Emma Thomas (Man of Steel) Geoff Johns (Justice League), Deborah Snyder | 25 mars 2016                      | 23 mars 2016                      | Henry Cavill                            | Amy Adams                   | 151 minutes |
| Justice League                                    | Justice League                                    | Zack Snyder                | Christopher Nolan, Charles Roven, Emma Thomas (Man of Steel) Geoff Johns (Justice League), Deborah Snyder | 13 novembre 2017                  | 15 novembre 2017                  | Henry Cavill                            | Amy Adams                   | 120 minutes |
| Zack Snyder's Justice League                      | Zack Snyder's Justice League                      | Zack Snyder                | Christopher Nolan, Charles Roven, Emma Thomas (Man of Steel) Geoff Johns (Justice League), Deborah Snyder | 18 mars 2021 (vidéo à la demande) | 18 mars 2021 (vidéo à la demande) | Henry Cavill                            | Amy Adams                   | 242 minutes |
| Superman (2025)                                   | Superman (2025)                                   | James Gunn                 | James Gunn, Peter Safran                                                                                  | 11 juillet 2025                   | 9 juillet 2025                    | David Corenswet                         | Rachel Brosnahan            | 129 minutes |

## Séries télévisées
| Titre                                               | Producteurs               | Diffusion originale | Épisodes | Acteur incarnant Superman ou Clark Kent | Actrice incarnant Lois Lane |
| --------------------------------------------------- | ------------------------- | ------------------- | -------- | --------------------------------------- | --------------------------- |
| Les Aventures de Superman                           | Whitney Ellsworth         | 1952-1958           | 104      | George Reeves                           | Phyllis Coates (en)         |
| Loïs et Clark : Les Nouvelles Aventures de Superman | Deborah Joy LeVine        | 1993-1997           | 88       | Dean Cain                               | Teri Hatcher                |
| Smallville                                          | Alfred Gough Miles Millar | 2001–2011           | 218      | Tom Welling (Clark Kent jeune)          | Erica Durance               |
| Superman et Loïs                                    | Berlanti Productions      | 2021-2024           | 53       | Tyler Hoechlin                          | Elizabeth Tulloch           |

## Dessins animés
| Titre                          | Studios d'animation                        | diffusion de la série | Épisodes |
| ------------------------------ | ------------------------------------------ | --------------------- | -------- |
| Superman                       | Fleischer Studios & Famous Studios         | 1941-1943             | 13       |
| Superman                       | Tôei Animation & Dae-Won Animation Company | 1988                  | 13       |
| Superman, l'Ange de Metropolis | Bruce Timm & Curt Geda                     | 1996-2000             | 54       |

### Premiers dessins animés (1941-1943)
Le personnage de Superman est apparu pour la première fois en 1938 dans Action Comics. Les premières adaptations en dessin animé ont été deux séries de films de dix minutes produits par les Fleischer Studios et par Famous Studios de 1941 et 1943.
Superman revient sur le petit écran en 1988 à l'occasion du 50ème anniversaire de la création du personnage. Les 13 épisodes animés par la Tôei Animation et la Dae-Won Animation Company permettent de relancer la légende de Superman. Chaque épisode se concluant par des séquences appelées : album de famille. Des séquences qui permettent de voir Superman découvrir ses super pouvoirs.

## Serialsdes années 1948-1950
Les premières adaptations dans des films avec des acteurs furent deux serials de quinze épisodes interprétés par Kirk Alyn (Superman) et Noel Neill (qui joue Lois Lane).
- 1948 : Superman, un serial en 15 épisodes.
- 1950 : Atom Man vs. Superman, un serial en 15 épisodes avec Lyle Talbot qui interprète l'ennemi de Superman, Lex Luthor (Atom Man).

## Superman et les Nains de l'enfer(1951)

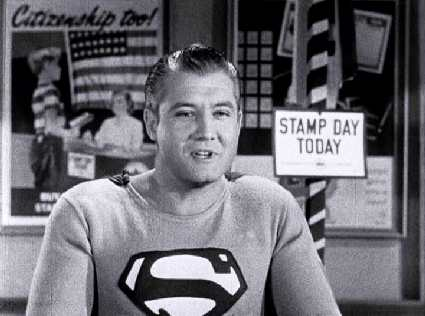
George Reeves en 1954. Il est ici Superman dans le court-métrage Stamp Day for Superman.

Le premier film de super-héros avec Superman qui n'est pas une série apparut en 1951 :
- 1951 : Superman et les Nains de l'enfer (Superman and the Mole Men), film interprété par George Reeves et Phyllis Coates.

Ce film servit de pilote pour la série télévisée Les Aventures de Superman (1952 à 1958) avec les mêmes acteurs. George Reeves et Noel Neill jouèrent également dans un court-métrage publicitaire 1954 : Stamp Day for Superman (en), pour la promotion du département du Trésor des États-Unis.

## Superman's Peril(1954)
En 1954, fut produit Superman's Peril, une compilation de trois épisodes de la deuxième saison de la série télévisée Les Aventures de Superman interprétée par George Reeves. Durée totale du film : 77 min.

## Première sagaSuperman(1978-1987)
Dans les années 1970-1980, le personnage réapparait sur les écrans sous les traits de Christopher Reeve dans une saga cinématographique américaino-britannique produite par Alexander Salkind.

### Superman
Superman remporta un immense succès lors de sa sortie, tant l'adaptation des comics était attendue et le casting ambitieux. Le film raconte comment Superman devient le super-héros qu'il est aujourd'hui de sa naissance sur Krypton à sa première rencontre avec Lex Luthor. Christopher Reeve se fait connaître grâce à ce rôle.

### Superman 2
Superman 2 avait commencé à être tourné immédiatement après le premier, toujours sous la direction de Richard Donner mais les studios l'ont écarté du projet, ce qui a poussé Marlon Brando à partir également et à demander que toutes ses scènes tournées soient supprimées. Beaucoup de scènes ont donc été retournées et le père de Superman a été remplacé par sa mère lors des flash-back. Le réalisateur Richard Lester a repris le projet qui utilisait la trame des trois prisonniers perdus dans l'espace au début du premier film. Une version spéciale, remontée selon les souhaits de Richard Donner, est sortie en vidéo en 2006 sous le titre Superman II : The Richard Donner's Cut.

### Superman 3
Superman 3 est sorti trois ans après. Cette fois, Richard Lester n'a pas repris le travail d'un autre. Le film lorgne beaucoup plus vers la comédie, notamment à cause du personnage incarné par Richard Pryor. La trame de ce troisième volet s'étend également sur la jeunesse de Clark à Smallville. Lois Lane n'apparait que cinq minutes à l'écran en punition de la mauvaise réaction de l'actrice Margot Kidder à la suite de l'arrivée de Richard Lester sur le second film[réf. nécessaire].

### Superman 4
Superman 4 arrive en 1987 et marque le grand retour de Lex Luthor (incarné par Gene Hackman), absent dans le troisième film. La réalisation est proposée à Richard Donner et Richard Lester ainsi qu'à Wes Craven avant de finir entre les mains de Sidney J. Furie. Superman y combat l'Homme Nucléaire, son clone invincible créé par Lex Luthor.

### Apparition dansSupergirl(spin-off)
Supergirl est un film produit par Alexander et Ilya Salkind, réalisé par Jeannot Szwarc qui sort en 1984. Le film devait voir une apparition de Christopher Reeve qui annula au dernier moment.[réf. nécessaire] Le personnage de Superman  n'apparaît que sur un poster accroché dans la chambre d'un des personnages du film.

## Années 1990: propositions pour un nouveau film

### Superman 5(projet, 1992)
Superman 5, produit par Alexander Salkind et écrit par Ilya Salkind, Cary Bates et Mark Jones (scénaristes de la série Superboy) devait sortir sous la direction d'Albert Pyun en 1992. L'histoire raconte la mort et la résurrection de Superman sur la planète Krypton dans la ville de Kandor, miniaturisée dans une bouteille. Christopher Reeve était d'accord pour reprendre son rôle titre.
Distribution prévue
- Superman / Clark Kent : Christopher Reeve
- Lois Lane : Margot Kidder
- Lex Luthor : Gene Hackman
- Perry White : Jackie Cooper

De l'annulation du Superman 5 avec Christopher Reeve au Superman Returns de Bryan Singer, de nombreux projets complètement différents virent le jour.

### Superman Reborn(1993-1995)
Superman Reborn était un projet de film abandonné. Sa sortie était prévue en 1998. Le scénario est écrit par Jonathan Lemkin. Mais Warner Bros. lui trouve trop de ressemblances avec celui de Batman Forever et demande donc à Gregory Poirier de le réécrire.
Le film a déjà pour sujet la mort et la résurrection de Superman. Doomsday, Brainiac et le Projet Cadmus devaient être les vilains du film.

### Superman Lives(1996-1998)
À l'occasion d'une réunion à Warner où on lui propose deux projets, Kevin Smith manifeste son enthousiasme à l'idée de travailler sur Superman. En raison de son franc-parler sur le scénario de Poirier, qu'il trouve exécrable, Smith est engagé par les producteurs Lorenzo di Bonaventura et Jon Peters pour réécrire intégralement le script. Toutefois, Peters lui impose trois conditions farfelues : Superman ne doit pas voler, ni porter son costume classique, et il doit affronter une araignée géante dans le troisième acte. Malgré ces contraintes absurdes, Smith écrit un traitement de 80 pages et rebaptise le projet Superman Lives. Les vilains prévus sont Lex Luthor et Brainiac, qui s'associent en bloquant les rayons du soleil afin de faire tuer Superman dans un combat à mort contre Doomsday. Deadshot fait également une apparition dans les premières pages. Robert Rodriguez est envisagé pour réaliser le film, mais préfère diriger The Faculty. Warner Bros. propose alors la réalisation à Tim Burton, qui accepte à condition de retoucher le scénario. Wesley Strick puis Dan Gilroy sont engagés pour les réécritures, Nicolas Cage est choisi pour le rôle titre et fait des essais costumes, et le studio fixe la sortie du film pour juillet 1998. Mais la production est retardée par l'absence d'un scénario définitif et par les suggestions aberrantes de Jon Peters. L'approche singulière de Burton pour le personnage et les estimations budgétaires trop élevées inquiètent la Warner, qui annule temporairement le projet. Jon Schnepp lui consacre un documentaire, The Death of "Superman Lives": What Happened?, en 2015.
Frustré d'avoir perdu un an de travail, Burton réalise finalement Sleepy Hollow. De son côté, Peters parvient à imposer son idée d'araignée géante sur Wild Wild West.
Distribution prévue
- Superman / Clark Kent : Nicolas Cage
- Lois Lane : Courteney Cox
- Lex Luthor : Kevin Spacey
- Brainiac : Tim Allen
- Jimmy Olsen : Chris Rock

## Superman Returns(2006)
En 2006, un nouveau film Superman sort au cinéma : Superman Returns réalisé par Bryan Singer sort le 28 juin 2006 aux États-Unis et le 12 juillet 2006 en France.
Après des années de rumeurs ayant fait circuler des centaines de noms de réalisateurs et d'acteurs, Bryan Singer dirige finalement Brandon Routh dans le rôle-titre. Kevin Spacey, qui était sur le projet de Tim Burton, obtient enfin le rôle de Lex Luthor.
Bien que ce cinquième film soit censé se passer entre le deuxième et le troisième, il peut également passer pour la suite du quatrième film.
À la suite du succès mitigé du film au box-office, la suite du film est annulée. Warner Bros. décide de remettre la série à zéro, en confiant le projet à une partie de l'équipe de The Dark Knight : Le Chevalier noir, Christopher Nolan et David S. Goyer.

## Univers cinématographique DC (2013-2023)
Après avoir annoncé en juin 2008 que Warner voulait reprendre la saga Superman du début, quelques informations sur ce projet ont été transmises aux médias (Mark Millar, scénariste des comics Wanted et Kick-Ass, aurait pu s'occuper du scénario de la trilogie). Finalement, la Warner se dirige vers des films plus sombres et violents, afin de suivre le chemin ouvert par l'énorme succès de The Dark Knight (2008).

### Man of Steel(2013)
Zack Snyder est choisi comme réalisateur du film en juin 2010, avec David S. Goyer au scénario.
Le premier film, sorti en 2013, s'intitule Man of Steel, avec
- Henry Cavill (Superman et Clark Kent),
- Russell Crowe (Jor-El),
- Diane Lane (Martha Kent),
- Kevin Costner (Jonathan Kent),
- Michael Shannon (Général Zod),
- Laurence Fishburne (Perry White)
- Amy Adams (Lois Lane).

### Batman v Superman: L'Aube de la Justice(2016)
Le second film est Batman v Superman : L'Aube de la justice. Comme son titre l'indique, il s'agit d'un crossover avec Batman, incarné par Ben Affleck. D'abord prévu pour 2015, le film est finalement retardé à 2016.
Superman y est vu comme une menace possible par Batman, qui le surveille de près, mais aussi Lex Luthor, qui veut détruire le mythe qui commence à se former autour du kryptonien. Finalement, Luthor utilise la technologie kryptonienne pour ressusciter Zod en un monstre indestructible, qui meurt avec Superman dans leur affrontement.

### Justice League(2017)
En avril 2014, Warner Bros. confirme que Zack Snyder sera le réalisateur d'un troisième film, centré sur la Ligue des justiciers. Le film sort en novembre 2017, dans une version finalisée par Joss Whedon.
Avec l'arrivée de Steppenwolf annonçant l'arrivée de Darkseid, Batman réunit la Justice League et décide d'utiliser les Boîtes Mère pour ramener Superman à la vie.

### Zack Snyder's Justice League(2021)
Cette nouvelle version a pour particularité de présenter le film original qu'avait imaginé le réalisateur Zack Snyder avant de quitter la production subitement et de laisser la main au réalisateur Joss Whedon pour réécrire et retourner en partie le film, à la demande du studio Warner Bros. Il met de nouveau en scène Henry Cavill dans le rôle-titre.

### Black Adam(2022)
Lors de ce film, Henry Cavill fait un caméo dans le film. Dwayne Johnson joue le rôle de Teth-Adam / Black Adam.

### The Flash(2023)
Lors de ce film traitant le multivers, plusieurs versions de Superman et Supergirl apparaissent à l'écran : Sasha Calle interprète Kara Zor-El, et les versions de Superman Henry Cavill et de George Reeves apparaissent par des images d'archive, mais aussi celles de Nicolas Cage et Christopher Reeve, aux côtés de la Supergirl d'Helen Slater, récréés numériquement.

## DC Universe (depuis 2023)
Annoncé en 2023, il s'agit d'un reboot des films DC, succédant à l'univers cinématographique DC. Le premier chapitre, God and Monsters, débutera par un nouveau film avec Superman.

### Superman(2025)
Il s'agit du premier film du DC Universe, un univers partagé imaginé par James Gunn. Basé sur le personnage de Superman de DC Comics, le long métrage est un reboot mais celui-ci ne dépeindra pas les origines du super-héros. Il fera partie du premier chapitre du nouvel univers DC, Gods and Monsters.
Distribution:
- Clark Kent / Kal-El / Superman et Ultraman: David Corenswet
- Lois Lane: Rachel Brosnahan
- Lex Luthor: Nicholas Hoult
- Jimmy Olsen: Skyler Gisondo

## Interprètes

### Clark Kent et Superman

#### Au cinéma
- Kirk Alyn (deux serials),
- George Reeves (le film Superman et les Nains de l'enfer et caméo The Flash),
- Christopher Reeve (Superman, Superman 2, Superman 3, Superman 4, Superman 2: The Richard Donner Cut et caméo The Flash),
- Brandon Routh (Superman Returns)
- Henry Cavill (Man of Steel, Batman v Superman, Justice League, Zack Snyder's Justice League, Black Adam et en images d'archives dans The Flash)
- Nicolas Cage (The Flash)
- David Corenswet (Superman)

#### À la télévision
- George Reeves (série télévisée Les Aventures de Superman, 1952-1958),
- John Haymes Newton (1988-1989), remplacé par Gerard Christopher (1989 à 1992) dans la série Superboy
- Dean Cain (Loïs et Clark, 1993-1996),
- Tom Welling incarne le personnage de Clark Kent sans porter le costume de Superman dans Smallville (2001-2011) et dans Batwoman (2019). On le voit cependant le porter à la fin du dernier épisode de la série Smallville.
- Tyler Hoechlin dans les séries de l'Arrowverse (Supergirl, Flash, Arrow, Batwoman, Legends of Tomorrow et Superman and Lois).
- Brandon Routh qui joue l'Atom dans les séries de l'Arrowverse reprend son rôle de Superman tenu dans Superman Returns en jouant un Superman adapté de l'arc Kingdom Come (Batwoman, Flash, Legends of Tomorrow). Il apparait également dans la série Supergirl en images d'archive.

### Lois Lane
Les actrices ayant incarné Lois Lane sont
- Noel Neill (deux serials et la série télévisée Les Aventures de Superman),
- Phyllis Coates (le film Superman et les Nains de l'enfer et la série télévisée Les Aventures de Superman),
- Margot Kidder (quatre films),
- Teri Hatcher (série télévisée Loïs et Clark),
- Erica Durance (dans les séries télévisées Smallville et Batwoman),
- Kate Bosworth (Superman Returns)
- Amy Adams (Man of Steel, Batman v Superman: Dawn of Justice, Justice League et Zack Snyder's Justice League),
- Bitsie Tulloch dans les séries télévisées de l'Arrowverse (Supergirl, Flash, Arrow, Batwoman, Legends of Tomorrow et Superman and Lois).
- Rachel Brosnahan dans Superman en 2025

### Personnages récurrents au cinéma
Dans le film de 1951, Superman et les Nains de l'enfer, les seuls personnages récurrents qui apparaissent sont Clark Kent-Superman (George Reeves) et Lois Lane (Phyllis Coates).
Dans le film de 2017, Justice League, le seul personnage récurrent qui apparaît (en dehors de Clark Kent-Superman et Lois Lane) est Martha Kent (Diane Lane). Le personnage de Lex Luthor (Jesse Eisenberg) ne fait qu'une brève apparition dans le film (post-générique).
Dans le film de 2023, The Flash, les autres personnages récurrents qui apparaissent (en dehors de Clark Kent-Superman) sont le Général Zod (Michael Shannon) et Faora Hu-Ul (Antje Traue).
| Personnages                   | Serials                                      | Films avec Christopher Reeve     | Films avec Christopher Reeve | Films avec Christopher Reeve | Film de Bryan Singer           | Films avec Henry Cavill            | Films avec Henry Cavill  | Film de James Gunn  |
| ----------------------------- | -------------------------------------------- | -------------------------------- | ---------------------------- | ---------------------------- | ------------------------------ | ---------------------------------- | ------------------------ | ------------------- |
|                               | Superman (1948) Atom Man vs. Superman (1950) | Superman (1978)Superman 2 (1980) | Superman 3 (1983)            | Superman 4 (1987)            | Superman Returns (2006)        | Man of Steel (2013)                | Batman v Superman (2016) | Superman (2025)     |
| Clark Kent adulte et Superman | Kirk Alyn                                    | Christopher Reeve                | Christopher Reeve            | Christopher Reeve            | Brandon Routh                  | Henry Cavill                       | Henry Cavill             | David Corenswet     |
| Clark Kent jeune ou enfant    |                                              | Jeff East (1978)                 |                              |                              | Stephan Bender                 | Dylan Sprayberry Cooper Timberline |                          |                     |
| Lois Lane                     | Noel Neill                                   | Margot Kidder                    | Margot Kidder                | Margot Kidder                | Kate Bosworth                  | Amy Adams                          | Amy Adams                | Rachel Brosnahan    |
| Jimmy Olsen                   | Tommy Bond                                   | Marc McClure                     | Marc McClure                 | Marc McClure                 | Sam Huntington                 |                                    | Michael Cassidy          | Skyler Gisondo      |
| Perry White                   | Pierre Watkin                                | Jackie Cooper                    | Jackie Cooper                | Jackie Cooper                | Frank Langella                 | Laurence Fishburne                 | Laurence Fishburne       | Wendell Pierce      |
| Lana Lang                     |                                              | Diane Sherry (1978)              | Annette O'Toole              |                              |                                | Jadin Gould                        | Emily Peterson           |                     |
| Lex Luthor                    | Lyle Talbot (1950)                           | Gene Hackman                     |                              | Gene Hackman                 | Kevin Spacey                   |                                    | Jesse Eisenberg          | Nicholas Hoult      |
| Martha Kent                   | Virginia Caroll                              | Phyllis Thaxter                  |                              |                              | Eva Marie Saint                | Diane Lane                         | Diane Lane               | Neva Howell         |
| Jonathan Kent                 | Ed Cassidy (non crédité)                     | Glenn Ford                       |                              |                              |                                | Kevin Costner                      | Kevin Costner            | Pruitt Taylor Vince |
| Jor-El                        | Nelson Leigh                                 | Marlon Brando                    |                              |                              | Marlon Brando (images de 1978) | Russell Crowe                      |                          | Bradley Cooper      |
| Lara Lor-Van                  | Luana Walters                                | Susannah York                    |                              | Susannah York (voix)         |                                | Ayelet Zurer                       |                          | Angela Sarafyan     |
| Le Président des États-Unis   |                                              | E. G. Marshall (1980)            |                              | Robert Beatty                |                                | Patrick Wilson (voix)              |                          |                     |
| Général Zod                   |                                              | Terence Stamp                    |                              |                              |                                | Michael Shannon                    |                          |                     |
| Ursa ou Faora                 |                                              | Sarah Douglas                    |                              |                              |                                | Antje Traue                        |                          |                     |

### Personnages non récurrents
Superman et Superman 2
- Valerie Perrine : Eve Teschmacher
- Ned Beatty : Otis
- Jack O'Halloran : Non

Superman 3
- Richard Pryor : Gus Gorman

Superman 4
- Mark Pillow : Nuclear Man
- Mariel Hemingway : Lacy Warfield

Man of Steel
- Jack Fole : Pete Ross enfant

 Man of Steel et Batman v Superman
- Joseph Cranford : Pete Ross
- Rebecca Buller : Jenny Jurwich
- Harry Lennix : Général Calvin Swanwick
- Christina Wren : Carol Ferris (en)
- Coburn Goss : Père Leone
- Chad Krowchuk : Glen Woodburn

Batman v Superman : L'Aube de la justice,
 Justice League, 
Zack Snyder's Justice League
 et The Flash
- Ben Affleck : Bruce Wayne et Batman
- Gal Gadot : Diana Prince et Wonder Woman
- Jeremy Irons : Alfred Pennyworth
- Jason Momoa : Arthur Curry / Aquaman
- Ezra Miller : Barry Allen / Flash

## Films et vidéofilms d'animation
- 2020 : Superman : L'Homme de demain

## Film documentaire
- 2006 : Look, Up in the Sky: The Amazing Story of Superman de Kevin Burns (en)

## Séries télévisées
- Les films des années 1948-1950 furent suivis par une série télévisée, Les Aventures de Superman (Adventures of Superman), de 1952 à 1958, où Superman / Clark Kent était interprété par George Reeves.
- Les films des années 1978-1987 sont suivis par une série télévisée également produite par Alexander Salkind : Superboy (rebaptisée The Adventures of Superboy lors des deux dernières saisons). Superboy (Clark Kent) y était interprété par John Haymes Newton (1988-1989) puis par Gerard Christopher (1989-1992).
- Une série intitulée Loïs et Clark : Les Nouvelles Aventures de Superman a été diffusée de 1993 à 1997, avec Dean Cain dans le rôle titre.
- Smallville retrace la jeunesse de Clark Kent avant de porter sa cape rouge. Tom Welling incarne le jeune héros. Diffusée entre 2001 et 2011, cette série télévisée a 10 saisons. Tom Welling interprète aussi le rôle dans un épisode de Batwoman.
- Supergirl : dans cette série de 6 épisodes produite de 2015 à 2021, Superman est un personnage important, étant le cousin de l'héroïne. Cependant, on le voit peu. Dans cette adaptation, il est interprété par Tyler Hoechlin. Il est également apparu dans les autres séries du Arrowverse, Arrow, Flash, Batwoman et Legends of Tomorrow à l'occasion des crossovers Elseworlds et Crisis on Infinite Earths.
- Superman et Loïs : initialement présenté comme un spin-off de Supergirl, Tyler Hoechlin et Bitsie Tulloch reprennent leurs rôles de Clark Kent / Superman et Loïs Lane qui retournant à Smallville pour élever leurs jumeaux Jonathan et Jordan Kent. Il est finalement confirmé dans l'épisode final de la seconde saison que la série ne se déroulait pas dans le même univers que les autres séries de l'Arrowverse.